# 2001 - Un'astronave spuntata nello spazio
2001 - Un'astronave spuntata nello spazio (2001: A Space Travesty)  è una commedia fantascientifica del 2000 diretto da Allan A. Goldstein.

## Trama
Dick Hudson (il cui nome nell'originale inglese è Dick Dix), investigatore imbranato che afferma di aver fatto parte dei Marine, riceve il compito di condurre un'operazione segretissima: salvare il presidente degli Stati Uniti d'America Bill Clinton, che è stato sostituito dagli alieni con un suo clone. Nonostante Dick Hudson stenti a comprendere la reale natura della missione (egli ritiene essere normale che il presidente degli Stati Uniti sia un clown), l'ex marine accetta l'incarico. Durante una festa Dick Hudson incontra il capitano Valentino Fumagalli, con cui successivamente si reca a Parigi a vedere un concerto dei Tre Tenori. Dopo che questi ultimi si sono esibiti cantando brani dei Village People, Hudson e Fumagalli riescono a risostituire il presidente clonato con l'originale, ponendo fine alla macchinazione aliena.

## Produzione
Ezio Greggio è coproduttore del film.